# 圣奥诺雷街

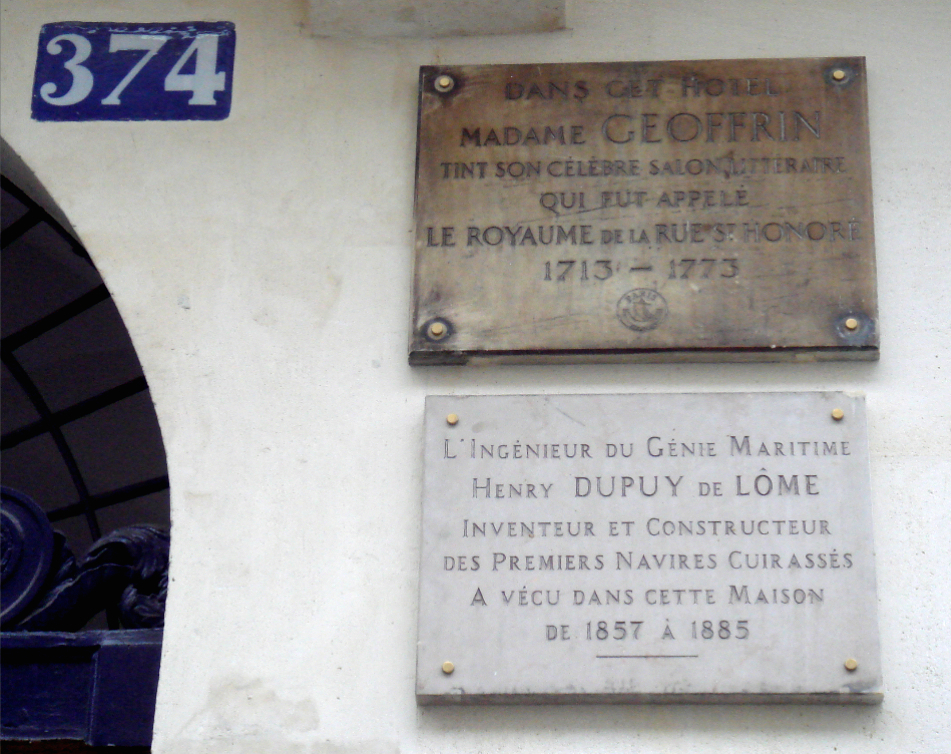

圣奥诺雷街（法語：Rue Saint-Honoré）是法国巴黎第一区的一条古老街道，得名于位于古代的圣奥诺雷修道院内的圣奥诺雷教堂。
该街道靠近杜伊勒里花园，圣奥诺雷集市。沿街有许多博物馆。

## 重要建筑
- 9号：法王亨利四世1610年在此处遇刺身亡。
- 145号： Oratoire du Louvre新教教堂
- 146、148、150号：腓力二世巴黎 enceinte遗迹
- 182号： Immeuble des Bons-Enfants，法国文化部，建于2000-2004年。面向道路的立面，包有装饰性的金属网。执行建筑师：弗朗西斯索勒＆弗雷德里克Druot。
- 204号： 巴黎皇家宫殿
- 211号： 前Noailles酒店，后来的贝尔坦（Bertin）酒店，1715年建于Pussort酒店遗址上，周围是圣詹姆斯和奥尔巴尼酒店。
- 263、265号： 巴黎圣母升天教堂
- 273号： 法国革命期间，艾曼纽·约瑟夫·西哀士居住于此
- 284号： 圣洛克教堂
- 398号： 马克西米连·罗伯斯庇尔藏身于此。1794年7月28日，罗伯斯庇尔被送到协和广场上断头台，曾在这座房屋前面停留。